# Something Good – Negro Kiss
Something Good – Negro Kiss é um curta-metragem americano lançado em 1898 e que em 2018 foi selecionado pela Biblioteca do Congresso dos Estados Unidos para ser preservado no National Film Registry. Acredita-se que esse seja o primeiro beijo da história do cinema envolvendo afro-americanos e o filme é notável por fugir da apresentação prevalente e puramente estereotipada de racismo caricatural que era comum a cultura popular da época em que o filme foi feito.

## Produção
Em "Something Good", um casal bem vestido de afro-americanos troca diversos beijos. Entre os beijos eles seguram e balançam a mão um do outro e riem juntos. A química entre os atores é descrita como "palpável", transmitindo um "inconfundível senso de naturalidade, prazer e diversão".
Quando o filme foi produzido, ele foi provavelmente apresentado com outros curtas como uma vinheta cômica, uma imitação do filme de 1896, The Kiss. "Something Good" é estrelado pelos artistas de palco, Saint Suttle e Gertie Brown. Suttle era um compositor de teatro popular e Brown era uma atriz do circuito vaudeville. Na época, os dois também se apresentavam como parceiros de dança. Eles eram parte de um grupo conhecido como "Rag-time Four", que apresentavam variações de danças populares do gênero cakewalk. Eles podem ter estado no estúdio cinematográfico para apresentar uma vinheta de dança cakewalk.
O filme foi feito em Chicago pelo diretor e produtor William Selig, um dos pioneiros do cinema americano, que também tinha experiência com espetáculos de minstrel. Ele utilizou sua própria versão do cinematógrafo de Lumière para filmar "Something Good". Selig distribui o filme da Selig Polyscope Company através do catálogo de distribuição da Sears, Roebuck and Company.

## Redescoberta
O negativo do filme de "Something Good" foi descoberto em uma venda de imóveis na Louisiana por um arquivista da Universidade do Sul da Califórnia. Revisando os detalhes técnicos do filme, catálogos e materiais de venda, acadêmicos da Universidade do Sul da Califórnia e da Universidade de Chicago foram capazes de identificar a história da produção do filme. O Hugh M. Hefner Moving Image Archive reivindica os direitos autorais da versão restaurada do filme, que foi publicada por eles no Vimeo.